# Брайън Сингър
Брайън Джей Сингър (на английски: Bryan Jay Singer) е американски режисьор, сценарист и продуцент. Носител на три награди „Сатурн“ и номиниран за награди БАФТА, „Сезар“, две награди „Хюго“ и четири награди „Еми“. Известни филми режисирани от него са „Обичайните заподозрени“, „Х-Мен“, „Х-Мен 2“, „Супермен се завръща“, „Х-Мен: Дни на отминалото бъдеще“ и други.

## Ранен живот
Брайън Сингър роден на 17 септември 1965 г. в Ню Йорк. Осиновен от семейството на Грейс Сингър, екоактивистка и Норбърт Сингър, изпълнителен директор. Отгледан е и израснал в еврейско домакинство в Уест Уиндзър, Ню Джърси. След завършване на гимназия учи филмова режисура в Ню Йорк и Лос Анджелис. Сингър е евреин, бисексуален, и споделя в много интервюта, че израстването му сред малцинства силно е повлияло върху филмите му. Брайън Сингър страда от дислексия, но успява да чете кратки текстове.

## Творчество
След завършване на образованието си, Сингър снима краткометражен филм Lion's Den, в който участва и приятелят му от детинство Итън Хоук. През 1993 г. печели с филма си Public Access голямата награда на фестивала Сънданс. Заедно със своят приятел от гимназията Кристофър Маккуори (автор на сценария и на Public Access) започват да обсъждат идеята за „Обичайните заподозрени“. Филмът печели през 1995 г. куп награди, сред които Оскар за най-добра мъжка роля и оригинален сценарий, както и за най-добър филм на Британската Академия за Филмово и Телевизионно изкуство (БАФТА).
През 1998 г. режисира „Способен ученик“ по едноименната новела на Стивън Кинг, с който окончателно излиза от независимото кино и влиза в света на холивудските суперпродукции. Следващите му филми „Х-Мен“ (2000) и „Х-Мен 2“ (2003), базирани на известни комикси (на които той обаче не е фен) са точно такива. Дългоочакваният „Супермен се завръща“ през 2006 продължава научнофантастичната поредица на Сингър.
Междувременно основава и собствена филмова компания Bad Hat Harry Productions, с която реализира главно телевизионни проекти, сред които касовият сериал „Д-р Хаус“, където е изпълнителен продуцент и се появява в един епизод като гостуващ актьор.
През 2008 г. се завръща на режисьорския стол за снимките на нова мегапродукция – „Операция Валкирия“ с участието на Том Круз.

## Личен живот
От 2014 г. Сингър има връзка с актрисата Мишел Клуни, с която имат син, роден през 2015 г.

## Филмография

### Кино
| Година | Заглавие на български           | Оригинално заглавие        | Режисьор | Сценарист | Продуцент |
| ------ | ------------------------------- | -------------------------- | -------- | --------- | --------- |
| 1993   |                                 | Public Access              | да       | да        | да        |
| 1995   | Обичайните заподозрени          | The Usual Suspects         | да       |           | да        |
| 1998   |                                 | Apt Pupil                  | да       |           | да        |
| 1998   |                                 | Burn                       |          |           | да        |
| 2000   | Х-Мен                           | X-Men                      | да       |           |           |
| 2003   | Х-Мен 2                         | X2                         | да       | да        | да        |
| 2006   | Супермен се завръща             | Superman Returns           | да       |           | да        |
| 2008   | Операция Валкирия               | Valkyrie                   | да       |           | да        |
| 2009   |                                 | Trick 'r Treat             |          |           | да        |
| 2011   | Х-Мен: Първа вълна              | X-Men: First Class         |          | да        | да        |
| 2013   | Джак, убиецът на великани       | Jack the Giant Slayer      | да       |           | да        |
| 2013   |                                 | Uwantme2killhim?           |          |           | да        |
| 2014   | Х-Мен: Дни на отминалото бъдеще | X-Men: Days of Future Past | да       |           | да        |
| 2014   |                                 | The Taking                 |          |           | да        |
| 2016   | Х-Мен: Апокалипсис              | X-Men: Apocalypse          | да       | да        | да        |